# Sfragis

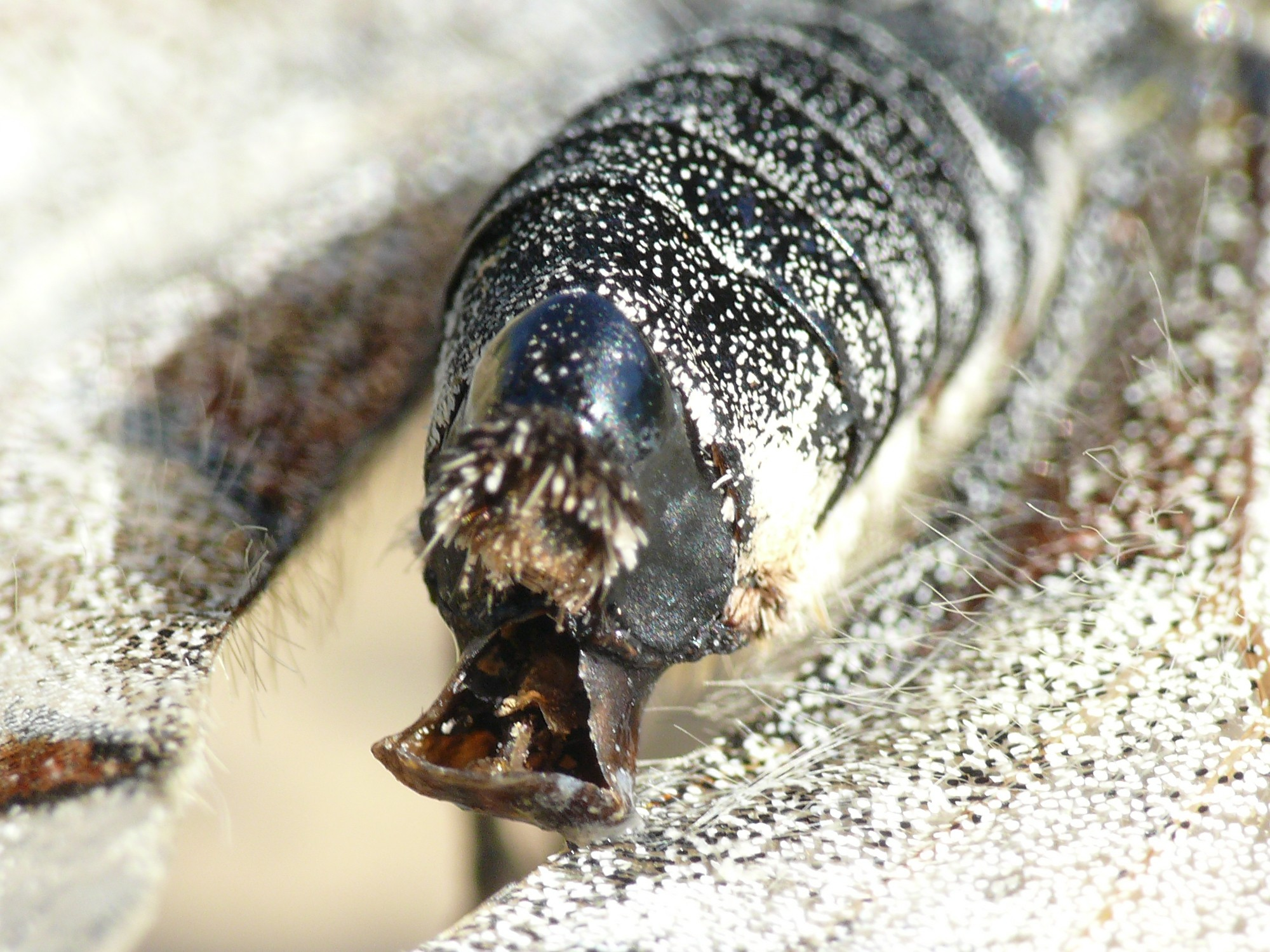
Sfragis niepylaka apollo

Sfragis (łac. sphragis, z gr. σφραγίδα 'sfragida' pieczęć) – u niektórych motyli, chitynowa kieszeń powstająca na końcu odwłoka (na brzusznej stronie VIII pierścienia) samicy z lepkiej, zasychającej substancji składanej przez samce podczas kopulacji. Sfragis występuje u niepylaków, a także niektórych innych motyli (np. Cressida). Struktura ta służy zalepieniu po odbytej kopulacji otworu płciowego samicy. Ta radykalna metoda nie uniemożliwia późniejszego złożenia jaj, ponieważ samica ma dwa otwory płciowe: jeden do składania i drugi – tzw. ostium – do kopulacji. Zamknięcie ostium nie upośledza ani rozwoju jaj, ani ich składania. 